# Bellevalia nivalis
Bellevalia nivalis là một loài thực vật có hoa trong họ Măng tây. Loài này được Boiss. & Kotschy mô tả khoa học đầu tiên năm 1859.